# Уткін Володимир Іванович
Володимир Іванович Уткін (нар. 13 травня 1954,  Слонім, Гродненська область, Білоруська РСР) — радянський та український футболіст та тренер білоруського походження, виступав на позиції півзахисника.

## Кар'єра гравця
Народився 13 травня 1954 року в місті Слонім, Гродненська область, Білоруська РСР. Вихованець групи підготовки при команді майстрів дніпропетровського «Дніпра». Виступав за команди «Зауралець» (Курган), «Шахтар» (Екібастуз), «Труд» (Вовковиськ) та «Двіна» (Новополоцьк). Футбольну кар'єру завершив у клубі «Німан» (Гродно).

## Кар'єра тренера
По завершенні кар'єри гравця розпочав тренерську діяльність. Закінчив Білоруський інститут фізичного виховання. У 1997 році закінчив Вищу школу тренерів у Москві. Спочатку працював помічником головного тренера в клубах «Двіна» (Новополоцьк), «Хімік» (Сєвєродонецьк), «Зоря» (Луганськ), «Спартак» (Йошкар-Ола) та «Волга» (Твер). Тренував білоруський клуб «Німан» (Мости), а в липні 2002 року очолив «Сморгонь», яким керував до 2004 року. З квітня по травень 2005 року очолював український клуб «Олімпія ФК АЕС» (Южноукраїнськ). У 2008 році очолив маріямпільську «Судуву». У 2009 році допомагав тренувати естонський «Калев» (Сілламяе). У лютому 2011 року приєднався до тренерського штабу таджицького клубу «Худжанд», а в серпні 2011 року призначений головним тренером «ЦСКА-Памір» (Душанбе). У 2012 році очолив узбецький клуб «Бухара».

## Досягнення

### Клубні
«Судува»
- А-ліга Литви
  -  Срібний призер (1): 2007

### Відзнаки
- Майстер спорту